# Galando
Galando est un cardinal  du XIIe siècle. 

## Éléments biographiques
Le pape Alexandre III le fait cardinal lors du consistoire de mars 1179. Il est légat au Danemark. Galando veut imposer le pallium à l'évêque Absalon de Roskilde, mais Absalon décline, et Galando oblige l'évêque à assumer le diocèse de Lund.